# Nannosquilla adkisoni
Nannosquilla adkisoni is een bidsprinkhaankreeftensoort uit de familie van de Nannosquillidae. De wetenschappelijke naam van de soort is voor het eerst geldig gepubliceerd in 1982 door Manning & Camp.